# Чорний млин (роман)
«Чорний млин» (пол. Czarny Młyn) — молодіжний пригодницько-фантастичний роман жахів Марціна Щигельського. Першим видавцем книги був Stentor (2011), наступним — Інститутом видавництва Instytut Wydawniczy Latarnik (2015).

## Сюжет
Двоє родичів — Іво та недієздатна Мела — мешканці невеликого села Млини в центральній частині Польщі. Млини, які раніше були заможним та успішним місцем, перетворилися в забуте та спорожніле місце. З одного боку, воно межує з болотами, за якими поруч із заводами з перероблення зерна протягом багатьох років знаходиться токсична каналізація; з іншого — з «лісом» високовольтних полюсів тяги; а з третього — з автострадою А2. Єдина ґрунтова дорога від села до найближчої місцевості веде повз руїни колишньої державної сільськогосподарської ферми з величезним, облізлим бетонною вітряком, що домінує над ними. У Млинах ніхто не тримає худобу та не вирощує рослини. Більшість будинків запустілі — мешканці їх залишили й вирушили шукати роботу та кращі місця для проживання. У селі проживає близько сотні сімей та невелика група дітей, з якими Іво та Мела проводять час. Мати обох працює офіціанткою в ресторані, розташованому на автозаправній станції недалеко від Млинів, за декілька десятків кілометрів, а їх батько деякий час назад виїхав до Норвегії у пошуках роботи. За дітьми щоденно доглядає бабуся — стара, напівглуха тітка його батька. Одного літнього дня починають обертатися розбиті крила спаленого чорного млина, а в селі розпочинається серія дивних, загадкових подій. Зникають всі електричні прилади та електроніка, а потім температура різко падає. З неба починає сипати сніг, а в криницях замерзає вода. Через декілька днів всі дорослі люди зникнуть — окрім глухої Бабки, яка, як виявляється, не застрахована від дзвінка з Чорного млина. Діти залишаються самі. Вони розуміють, що виною всьому Чорний млин, тому діти вирішують боротися з ним.

## Критика
У романі «Чорний млин» передусім попереджається про загрозу споживчого ставлення до життя — зібрані людьми об'єкти контролюють їх і перетворюють людей в бездумні автомати. Це також антиутопічний, просозологічний хорор — Млини перетворилися на безплідне напівмертве село внаслідок відсутності поваги до природи (діяльність заводу з перероблення зерна) та будівництво електричного тягача та автомагістралі поруч із ним. У книзі також звертається увага на проблеми людей з обмеженими можливостями та їх здатністю взаємодіяти з суспільством — каліка Мела, сестра головного героя, виявляється, що вона є єдиною людиною, яка може боротися зі злом, яке оселилося в Чорному млині та єдиною людиною, яка може їх зрозуміти. Паралельні теми роману — це питання трудової еміграції батьків та відчуття сирітства своїх дітей, а також економічна й культурна маргіналізація сільських жителів.

## Нагороди та відзнаки
- 2010 — Гран-прі II літературного конкурсу ім. Астрід Ліндгрен за найкращу казку для дітей та молоді[11]/
- 2010 — Перша нагорода в конкурсі ім. Астрід Ліндгрен в номінації найкращий роман для дітей у віці від 10 до 14 років[12].

## Додаткова інформація
У деяких початкових школах роман Марціна Щигельського «Чорний млин» викладачами польської мови обраний для читання в VI класах.